# Флоренс Бейкер
Флоренс Бейкер (англ. Florence, Lady Baker), вона ж Флоріка Марія Сас, Барбара Сас, Марія Фрейн фон Засс, Барбара Марія Сас (6 серпня 1841 — 11 березня 1916) — британська дослідниця угорського походження. Народившись у Трансільванії (тоді Королівство Угорщина), вона осиротіла, коли її батьки та брат були вбиті румунськими мародерами на чолі з Іоаном Аксенте Севером і Сіміоном Проданом, які вбили близько 1000 переважно угорських мирних жителів у Надьєні 8-9 січня. Вона бігла із залишками угорської армії до Османської імперії, у Відін. У 1859 році її побачив Семюел Бейкер і врятував. У той час як Бейкер був у гостях у герцога Атолла в його мисливському маєтку у Шотландії, він потоваришував з махараджею Дуліпом Сінґхом, у 1858—1859 роках вони разом здійснили велику мисливську поїздку до Центральної Європи та на Балкани через Франкфурт, Берлін, Відень і Будапешт. В останній частині подорожі Бейкер і махараджа найняли в Будапешті дерев'яний човен, який врешті-решт кинули на замерзлому Дунаї. Ці двоє продовжили шлях у Відін, де, щоб розважити махараджу, Бейкер вирушив на невільничий ринок Відіна. Там він закохався у білу рабиню Флоренс, призначену для османського паші Відіна. Паша хотів не допустити цього, але Семюел підкупив служниць дівчини, і вони разом втекли в кареті, і зрештою вона стала його коханкою та дружиною, супроводжуючи всюди, де він мандрував. Повідомляється, що вони одружилися, швидше за все, у Бухаресті, перш ніж вирушити до Дубрушки, але сер Семюел безперечно пообіцяв, що вони пройдуть ще одну церемонію після повернення до Англії, де у них відбулося сімейне весілля у 1865 році.
Разом вони вирушили на пошуки витоку річки Ніл і знайшли озеро Альберт. Вони попрямували до будинку Семюеля Бейкера в Англії, де одружилися, і вона стала леді Бейкер. Пізніше вона повернулася до Африки зі своїм чоловіком, щоб спробувати придушити работоргівлю. Флоренс із чоловіком вийшли на пенсію та померли у Девоні.

## Ранні роки
Ряд джерел стверджує, що Флоренс Барбара Марія фон Засс народилася у Надьєні (сьогодні Аюд, Румунія) у 1841 році. Історія, передана в сім'ї Бейкер, полягає в тому, що вона була дочкою секейського офіцера з угорської шляхти, родина, якої мала маєтки у Трансільванії, на ім'я фон Зас (гілка сім'ї фон Засс), і коли вона була молода, під час Угорської революції 1848 року «її батько і брати були вбиті на її очах». У підлітковому віці вона говорила угорською, німецькою, румунською та турецькою мовами. Їй могло бути чотирнадцять років, коли її продали в рабство у Відіні, місті та укріпленому порту на річці Дунай на території, яка тоді була Османською імперією, а зараз належить Болгарії, у січні 1859 року. За деякими відомостями, їй судилося належати паші Відіна, але її помітив Семюел Бейкер. Він разом із махараджею Дуліпом Сінґхом були на полюванні. Семюел Бейкер підкупив охоронців, і Флоренс вдалося втекти з ним.

## Африка

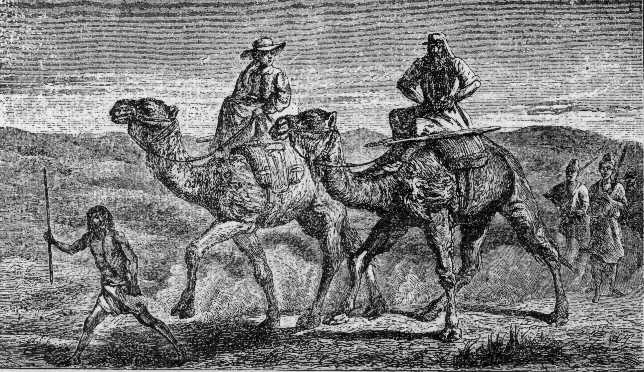
Флоренс і Семюел Вайт Бейкер на малюнку у книзі 1890 році

Семюел Бейкер взяв Флоренс з собою в Африку, де очолював експедицію з пошуку джерел річки Ніл. Вони подорожували вгору Нілом до Гондокоро на території сучасного Південного Судану, де Флоренс врятувала експедицію. Виникла суперечка між негнучкістю чоловіка та нелояльністю прислуги. Флоренс змогла заступитися та знайти спільну угоду. Гондокоро був базою для слонової кістки та рабів, а також місцем, де човни не могли йти далі та де їм потрібно було йти до джерела пішки. Там вони зустріли Спіка та Гранта, які розповіли їм про свої дослідження. Вони запропонували дослідити інший рукав Нілу. Коли Спік та Грант пізніше записали звіти про свої подорожі, жоден з них не згадав, що з Бейкером була Флоренс. Це відповідало угоді, яку вони уклали із Семюелем Бейкером.
Флоренс і Бейкер відкрили водоспад Мерчисон й озеро Альберт на території сучасної Уганди.
Приїхавши до Англії, вони оселилися в Генгемі холі у Норфолку. Вони одружилися 4 листопада 1865 року у церкві святого Якова на Пікаділлі. Коли Семюел Бейкер став лицарем, Флоренс стала леді Бейкер. Деталі того, як вони зустрілися, мали зберігатися в секреті, але історія поширилася, і це призвело до того, що королева Вікторія вирішила виключити Бейкера з суду.
У 1869 році Ісмаїл-паша, турецький віцекороль Єгипту, запросив Семюела повернутися до Африки, щоб допомогти ліквідувати або скоротити торгівлю рабами навколо Гондокоро. Семюел отримав призначення генерал-губернатора Екваторіального Нілу. Прийнявши запрошення, вони повернулися до Африки, де спробували здобути гору. Флоренс служила медиком, і коли вони зазнали поразки при Уньйоро, вона була там з гвинтівками та бренді, двома парасольками та пістолетом.

## Подальше життя

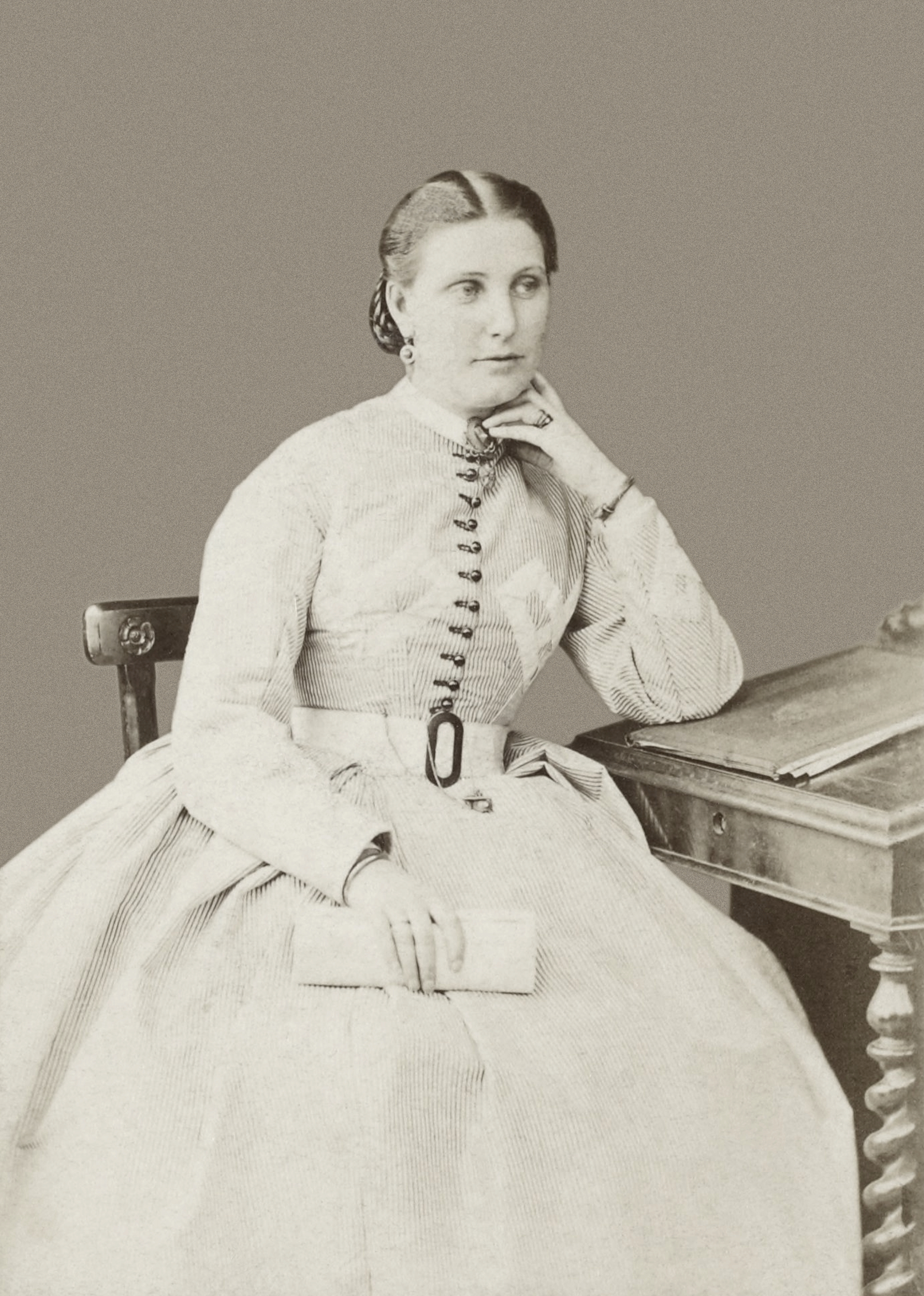
Флоренс, леді Бейкер, прибл. 1875

У 1873 році вона з чоловіком почали жити у своєму будинку Сендфорд Орлі, у Ньютон-Еббот графства Девон. Генерал Гордон прибув у лютому 1883 року і попросив Самуеля допомогти йому в евакуації людей з обложеного Хартума під час повстання махдістів у Єгипті. У такій подорожі була потрібна Флоренс. Однак Флоренс не хотіла повертатися до Африки, а її чоловік не готовий був їхати без неї. Сер Семюел Бейкер помер у 1893 році. Флоренс Бейкер померла у Девоні більш ніж на 20 років пізніше, але їх поховали разом.

## Пам'ять
Бейкери зображені на картині Северино Баральді «Семюел Бейкер (1821—1893) і відкриття озера Альберт».
Разом з Делієй Еклі, Крістіною Додвелл, Мері Кінгслі й Олександриною Тинне Флоренс була однією з п'яти осіб, обраних для книги 1997 року про дослідниць Африки.
4 березня 2019 року, у 155-ті роковини поїздки на пошуки витоку Нілу, спікер Угорських національних зборів Ласло Кевер відкрив меморіальну дошку на згадку про її подорожі.